# Amaloul Nomade
Amaloul Nomade (auch: Amaloul) ist ein Dorf in der Landgemeinde Affala in Niger.

## Geographie
Das von einem traditionellen Ortsvorsteher (chef traditionnel) geleitete Dorf befindet sich etwa 20 Kilometer nordwestlich des Hauptorts Affala der gleichnamigen Landgemeinde, die zum Departement Tahoua in der gleichnamigen Region Tahoua gehört. Weitere Siedlungen in der Umgebung von Amaloul Nomade sind Anékar im Nordwesten, Taza im Nordosten, Gadiyaw im Südosten, Guidoma im Süden und Amaloul im Südwesten.

## Geschichte
Das deutsche Start-up-Unternehmen Africa GreenTec führte 2017 in Amaloul Nomade ein Pilotprojekt zur Elektrifizierung afrikanischer Dörfer mittels Sonnenenergie durch. Die im darauffolgenden Jahr gesendete Reportage Die Solarstrom-Macher aus der ZDF-Fernsehreihe planet e. dokumentierte das Projekt.

## Bevölkerung
Bei der Volkszählung 2012 hatte Amaloul Nomade 2768 Einwohner, die in 399 Haushalten lebten. Bei der Volkszählung 2001 betrug die Einwohnerzahl 1575 in 261 Haushalten und bei der Volkszählung 1988 belief sich die Einwohnerzahl auf 2776 in 477 Haushalten.

## Wirtschaft und Infrastruktur
In Amaloul Nomade wird ein Markt abgehalten. Mit einem Centre de Santé Intégré (CSI) ist ein Gesundheitszentrum im Ort vorhanden. Es gibt eine Schule.

## Persönlichkeiten
Im Dorf wurde 1954 Ouhoumoudou Mahamadou geboren, der 2021 Premierminister Nigers wurde.